# Velor-X-trike
Velor-X-trike je dvoumístné tříkolové vozidlo, hybrid mezi automobilem a motocyklem, jehož tvůrcem je Pavel Brída, majitel opavské firmy Motoscoot. Svým vzhledem připomíná třístopé vozítko Velorex, kterým je také inspirováno. První idea na stavbu vyvstala v létě 2008.
Stavba prvního prototypu probíhala od 5. 9. 2009 do 9. 3. 2010 v dílně v Hořovicích.
Premiéru zažilo vozidlo 10. března 2010 na brněnském výstavišti, byl na ní přítomen i spoluautor Velorexu Mojmír Stránský.

## Konstrukce
Karoserie je laminátová a karbonová. Rám tvoří tvar vozidla a má také ochrannou funkci. Motor je v něm usazen na ližinách, lze použít prakticky jakýkoli motocyklový motor včetně těch největších (první prototyp měl pohonnou jednotku Honda CB 1300 SF z roku 2000). Vidlice je značně upravená kvůli širokému zadnímu kolu.
Verze GLS má chromovaná kola, vepředu 7,5-16 (pneumatiky 215/40) a vzadu 8,5-18 (pneumatiky 225/40), blatníky jsou karbonové. Motor je podsvícen LED diodami a přes skleněný kryt je na něj vidět. Dveře jsou odklápěcí, nejprve se posunou do boku a poté vyklopí nahoru jako u některých typů luxusních vozů. Interiér je jednoduchý, dominantním prvkem na palubní desce je budík z Kawasaki ZX10R. Je zde i rádio s vysouvacím LCD panelem, nastavitelný sportovní volant, hliníkové pedály a sportovní sedačka. Osvětlení sestává z xenonových reflektorů, v karoserii zabudovaných mlhovek a výkonných LED diod. Odnímatelná střecha je z kouřového skla.
Cena základní verze S začíná od 19 900 eur bez DPH.

## Verze
- S – Standard, základní výbava, běžné motocyklové zadní kolo, motor do 750 ccm
- LS – Lux, lepší výbava, široké zadní kolo a laděný motor s obsahem do 1 000 ccm (1 l)
- GLS – Grand lux, otevírání dveří šikmo nahoru (podobně jako u luxusních automobilů italské značky Lamborghini), luxusní výbava, sportovní podvozek a motor s obsahem nad 1 000 ccm
- R – Racing, odlehčená verze s užitím karbonové a kevlarové karoserie, kostra z duralu a titanu, sportovní sedačky, výkonnější brzdy, celková hmotnost cca 390 kg, motor Suzuki Hayabusa o výkonu cca 220 koňských sil